# Beit (Album)
Beit ist das fünfte Album der Formation Masaa um den deutsch-libanesischen Sänger Rabih Lahoud. Die um 2022 entstandenen Aufnahmen erschienen am 28. April 2023 auf Traumton Records.

## Hintergrund
Masaa, das arabische Wort für „Abend“, steht seit 2012 für Weltmusik, die sowohl im Jazz als auch in der Musik der klassischen arabischen Moderne beheimatet ist, schrieb Thomas Haak – also in der Musik von panarabischen Ikonen wie der 1975 verstorbenen ägyptischen Sängerin Oum Kalthoum. Das Quartett Masaa um den Sänger Rabih Lahoud hat sein Album Beit genannt – das arabische Wort für „Haus“ oder „Zuhause“. „Keine Häuser zerstören, Häuser bauen!“ – singt Rabih Lahoud dann auch rap-haft beschwörend am Ende des Titelstücks von Beit – „mit Blick auf zerstörte Häuser in den Kriegsgebieten dieser Welt, aber auch auf neue kulturelle Identitäten, insbesondere jen- und diesseits des Arabischen Frühlings“. Musikalisch in Szene gesetzt wird Beit von dem Trompeter Marcus Rust, dem Schlagwerker Demian Kappenstein und dem Gitarristen Reentko Dirks, der seit 2019 der Band angehört; als Gast war Geiger Bjarke Falgren beteiligt.

## Titelliste
- Masaa: Beit (Traumton)[2]

1. Nabad 3:51
2. Beit 5:19
3. Mantra 5:20
4. Racines 3:09
5. Zeryab 3:47
6. Secret 4:28
7. Flowers 2:13
8. Return 5:19
9. Sukuni 5:46
10. La résistance 3:07
11. Abun Rahal 3:21
12. Lotus 2:59
13. Tout ce qui nous reste 2:52
14. Freedom Dance 4:10

Die Kompositionen stammen hauptsächlich von Rust und Dirks, die Texte von Lahoud.

## Rezeption
Nicht selten werde Jazz als „universelle Sprache“ bezeichnet, und einige der stärksten Belege für diese Behauptung fänden sich im Quartett Masaa, meint Dave Sumner (Bandcamp). Mit einer Grundlage aus libanesischem Folk und europäischem Jazz würden sie eine Fusion von Einflüssen schaffen, die auf den ersten Blick vielleicht nicht logisch zusammenpasse. Rabih Lahouds Gesang reiche vom gesprochenen Wort über Gesang bis hin zu leidenschaftlichen Schreien in den Himmel, und er lasse die Melodie so hoch fliegen, wie sie nur sein kann. Der Trompeter Marcus Rust nutze einen melodischen Weg, der zu Lahouds Gesang passe, und schlage neue Richtungen ein, wenn harmonische Tiefe zu neuen melodischen Möglichkeiten führe. Der reichhaltige, rhythmische Dialog von Reentko Dirks (auf einer Doppelhalsgitarre) und dem Schlagzeuger und Perkussionisten Demian Kappenstein allein würde ausreichen, um den Dialog voranzutreiben, aber die Art und Weise, wie er mit den melodischen Ausdrücken verzahnt sei, bringe es auf eine ganz neue Ebene.
Auf dem Album weise die Band sogar in die Frühzeit der klassischen maurischen Musik im Andalusien des 9. Jahrhunderts zurück, schrieb Thomas Haak (NDR), mit „Zeryab“ – einem Stück, das nicht nur ihrem Begründer am Hofe des Emirs von Córdoba, sondern auch einer orientalisch-abendländischen Ära gewidmet sei, die von religiöser und kultureller Toleranz geprägt war. Zu hören seien 14 emotional überaus intensive und zugleich durchstrukturierte Seelenlandschaften, die an elementaren Erfahrungen rühren und an Herzblut wie Seele kaum zu überbieten sind.
Nach Ansicht von Mirjam Jessa, die Beit auf Oe1 vorstellte, handelt es sich um ein ergreifendes Album mit einer „Musik, die ununterbrochen Ost und West zusammendenkt.“ Lahouds Texte, die im Booklet neben dem Original auch auf Deutsch und Englisch abgedruckt seien, seien vorwiegend aus konkreten Situationen, persönlichen Erlebnissen und Gedanken entstanden; „er überhöht sie durch Konzentration, Aussparung und Bilder, sie werden zu zeitlosen, allgemein gültigen Kunstwerken, ergreifend zu lesen, aber die Ergriffenheit stellt sich auch [beim Hören] ein, ohne nur ein Wort zu verstehen.“
Das Album wurde von BR-Klassik zu den zehn besten Veröffentlichungen des Jahres gekürt.